# Outer London
Outer London est le nom donné à un ensemble de boroughs de Londres situés autour du centre de Londres, appelé Inner London (Outer signifie « extérieur »). Cette zone regroupe des territoires qui ne faisaient pas partie du Comté de Londres et qui ont été inclus au Grand Londres en 1965. North Woolwich est cependant une exception car cet endroit faisait partie du comté de Londres mais a été transféré à Newham en 1965.
La définition est cependant un peu moins claire aujourd'hui en partie dû au fait que deux définitions différentes sont retenues pour le recensement ou pour d'autres données statistiques.
La population d'Outer London est estimée à 4 942 100 en 2011. La superficie est de 1 254 km2.

## London Government Act 1963
Les boroughs périphériques de Londres ont été définis par le London Government Act 1963. La principale différence entre les boroughs intérieurs et extérieurs de Londres entre 1965 et 1990 réside dans le fait que les boroughs extérieurs sont des autorités éducatives locales. Les boroughs statutaires d'Outer London sont:
- Barking et Dagenham
- Barnet
- Bexley
- Brent
- Bromley
- Croydon
- Ealing
- Enfield
- Haringey
- Harrow
- Havering
- Hillingdon
- Hounslow
- Kingston upon Thames
- Merton
- Newham
- Redbridge
- Richmond upon Thames
- Sutton
- Waltham Forest

## ONS définition (statistiques)
D'après l'Office for National Statistics, Newham et Haringey (Inner London) ne sont pas inclus dans l'Outer London mais Greenwich est inclus. Cela apparaît dans la nomenclature NUTS (Nomenclature of Territorial Units for Statistics). Dans cette classification, l’Outer London comprend de Barking et Dagenham, Barnet, Bexley, Brent, Bromley, Croydon, Ealing, Enfield, Greenwich, Harrow, Havering, Hillingdon, Hounslow, Kingston upon Thames, Merton, Redbridge, Richmond upon Thames, Sutton et Waltham Forest.
| Année | Population |
| ----- | ---------- |
| 1891  | 1 083 770  |
| 1901  | 1 647 396  |
| 1911  | 2 162 288  |
| 1921  | 2 413 978  |
| 1931  | 3 217 219  |
| 1939  | 4 250 788  |
| 1951  | 4 517 588  |
| 1961  | 4 499 737  |
| 1971  | 4 420 585  |
| 1981  | 4 254 900  |
| 1991  | 4 230 000  |
| 2001  | 4 463 100  |
| 2011  | 4 942 040  |

## Autres définitions
De 1990 à 2000, il existait à Londres deux préfixes téléphoniques différents avec des indicatifs distincts pour "Inner London" et "Outer London" (à l'origine respectivement 071 et 081, devenant 0171 et 0181 en 1995). La zone couverte par le code «Outer London» était différente des zones définies plus haut. En 2000, Londres a recommencé à utiliser un seul indicatif régional 020 et toutes les distinctions officielles entre les numéros de l'Inner London et l'Outer London ont cessé à ce moment-là,.

## Référence
- (en) Cet article est partiellement ou en totalité issu de l’article de Wikipédia en anglais intitulé « Outer London » (voir la liste des auteurs).

1. ↑  Office of Public Sector Information - London Government Act 1963 (c.33) (as amended)
2. ↑  « Outer London through time: Administrative History (post 1974) », sur A vision of Britain through time, Great Britain Historical GIS (version du 13 février 2012 sur Internet Archive)
3. ↑  http://stakeholders.ofcom.org.uk/binaries/telecoms/numbering/slides.pdf
4. ↑  http://stakeholders.ofcom.org.uk/binaries/telecoms/numbering/ex.pdf